# Зеда Чарналі
Зеда Чарналі (груз. ზედა ჭარნალი) — село в Грузії.
За даними перепису населення 2014 року в селі проживає 686 осіб.